# Leif Eriksson (futebolista)
Leif Eriksson (20 de março de 1942) é um ex-futebolista sueco que atuava como meio-campo.

## Carreira
Eriksson competiu na Copa do Mundo de 1970, sediada no México, na qual a seleção de seu país terminou na nona colocação dentre os 16 participantes.